# Жумабаева, Айгуль Кызыровна
Айгуль Кызыровна Жумабаева (род. 1967 год, Баянаульский район, Павлодарская область, Казахская ССР) — казахстанский политик, депутат Мажилиса Парламента Республики Казахстан VII созыва (2021—2023).

## Биография
Окончила философский факультет Уральского государственного университета им. М. Горького в городе Свердловске.
С 1990 по 1993 годы — младший научный сотрудник Института философии и права Академии наук Кыргызской Республики, социолог отдела изучения общественного мнения Аппарата Президента Кыргызской Республики.
С 1993 по 2008 годы занималась предпринимательской деятельностью.
С 2008 по 2011 годы — директор департамента, заместитель председателя правления НПП «Атамекен»
С 2011 по 2012 годы — директор по связям с общественностью Демократической партии Казахстана «Ак жол», советник председателя партии.
С 2012 — руководитель аппарата фракции в Мажилиса Парламента Республики Казахстан, секретарь центрального совета ДПК «Ак жол».
С 15 января 2021 года до 19 января 2023 года — депутат Мажилиса Парламента Республики Казахстан VII созыва по списку Демократической партии Казахстана «Ак жол», член комитета по финансам и бюджету.

## Награды
- Орден «Курмет» (2019)